# Kis nyestmedve
A kis nyestmedve vagy olinguito (Bassaricyon neblina) az emlősök (Mammalia) osztályának ragadozók (Carnivora) rendjébe, ezen belül a mosómedvefélék (Procyonidae) családjába tartozó faj. Az állatot csak 2013-ban írták le, illetve nevezték meg hivatalosan.
A magyar nevek forrással nincsenek megerősítve.
Az olinguito a Természetvédelmi Világszövetség (IUCN) Vörös listáján a mérsékelten fenyegetett fajok között szerepel.

## Előfordulása
A kis nyestmedve előfordulási területe Dél-Amerikában található; Nyugat-Kolumbián keresztül, Ecuador nyugati feléig lelhető fel.

## Alfajai
- Bassaricyon neblina hershkovitzi
- Bassaricyon neblina neblina
- Bassaricyon neblina osborni
- Bassaricyon neblina ruber

## Megjelenése
Az átlagos fej-testhossza 35,5 centiméter, farokhossza 33,5-42,4 centiméter és testtömege 900 gramm; ezekkel a méretekkel a legkisebb mosómedveféle. A rokonainál hosszabb szőrzetű bundája vörösesbarna színű. Ennek az állatnak 40 darab foga van; a fogképlete a következő: {\displaystyle {\tfrac {3.1.4.2}{3.1.4.2}}}.

## Életmódja
Mindenevő, főként gyümölcsöket eszik (például fügét), de rovarokat és nektárt is fogyaszt. A feltételezések alapján a kis nyestmedve éjszakai életmódot folytató magányos állat. A kis nyestmedve 1500-2750 méter tengerszint feletti magasságú köderdőkben él; ez a faj hatol legmagasabbra nemének tagjai közül.

## Szaporodása
Mivel csak egy csecspárja van, feltételezhető, hogy egyszerre csupán egyetlen utódot hoz világra.

## Fordítás
- Ez a szócikk részben vagy egészben  az   Olinguito című angol Wikipédia-szócikk ezen változatának fordításán alapul.  Az eredeti cikk szerkesztőit annak laptörténete sorolja fel. Ez a jelzés csupán a megfogalmazás eredetét és a szerzői jogokat jelzi, nem szolgál a cikkben szereplő információk forrásmegjelöléseként.